# Merindad de Solpeña

Comunidades de villa y tierra de la Extremadura castellana.

La Merindad de Solpeña, heredera de la Comunidad de villa y tierra de Cabrejas, fue una merindad de la Extremadura castellana que tuvo vigencia desde el siglo XVI hasta el siglo XIX.
Formaba parte de la Intendencia de Soria, en la región española de Castilla la Vieja, hoy comunidad autónomas de Castilla y León.

## Toponimia e historia
Hacia finales del siglo XVI, la Corona no podía hacer frente a los gastos del imperio. Se decidió entonces poner a la venta algunos señoríos pertenecientes a la Iglesia. Tal fue el caso de la Comunidad de villa y tierra de Cabrejas. En 1580 las villas de Cubilla, Talveila, Muriel Viejo y Muriel de la Fuente, del obispado de Osma, fueron compradas por Juan Alonso de Vinuesa en la cantidad de 3 256 500 maravedíes, pasando a denominarse Merindad de Solpeña. Mediante esta venta, el nuevo señor, adquiría la jurisdicción, rentas y demás derechos que el obispado de Osma venía ejerciendo sobre la merindad; también la facultad de nombrar alcaldes, regidores y el poder para controlar la vida local. Quedaban fuera del traspaso los montes y baldíos cuyo aprovechamiento comunitario se respetaba.
Por el contrario las villas de Abejar y Cabrejas del Pinar fueron incorporadas por Felipe II a la Corona, por Bula papal de Gregorio XIII pasando a ser lugares de realengo y villas eximidas. A Abejar se le concedió honores de: "Villa Ilustre, Honrada y Buena" (ejecutoria de 16 de marzo de 1582), tal como aparece en su escudo, al precio de 3 191 200 maravedíes, cuya cuantía tenía que ser satisfecha por los vecinos de la villa, que efectuaron su pago.

## Lugares que comprendía
| - Muriel Viejo. | - Cubilla. | - Muriel de la Fuente. | - Talveila |  |